# Germanus von Auxerre

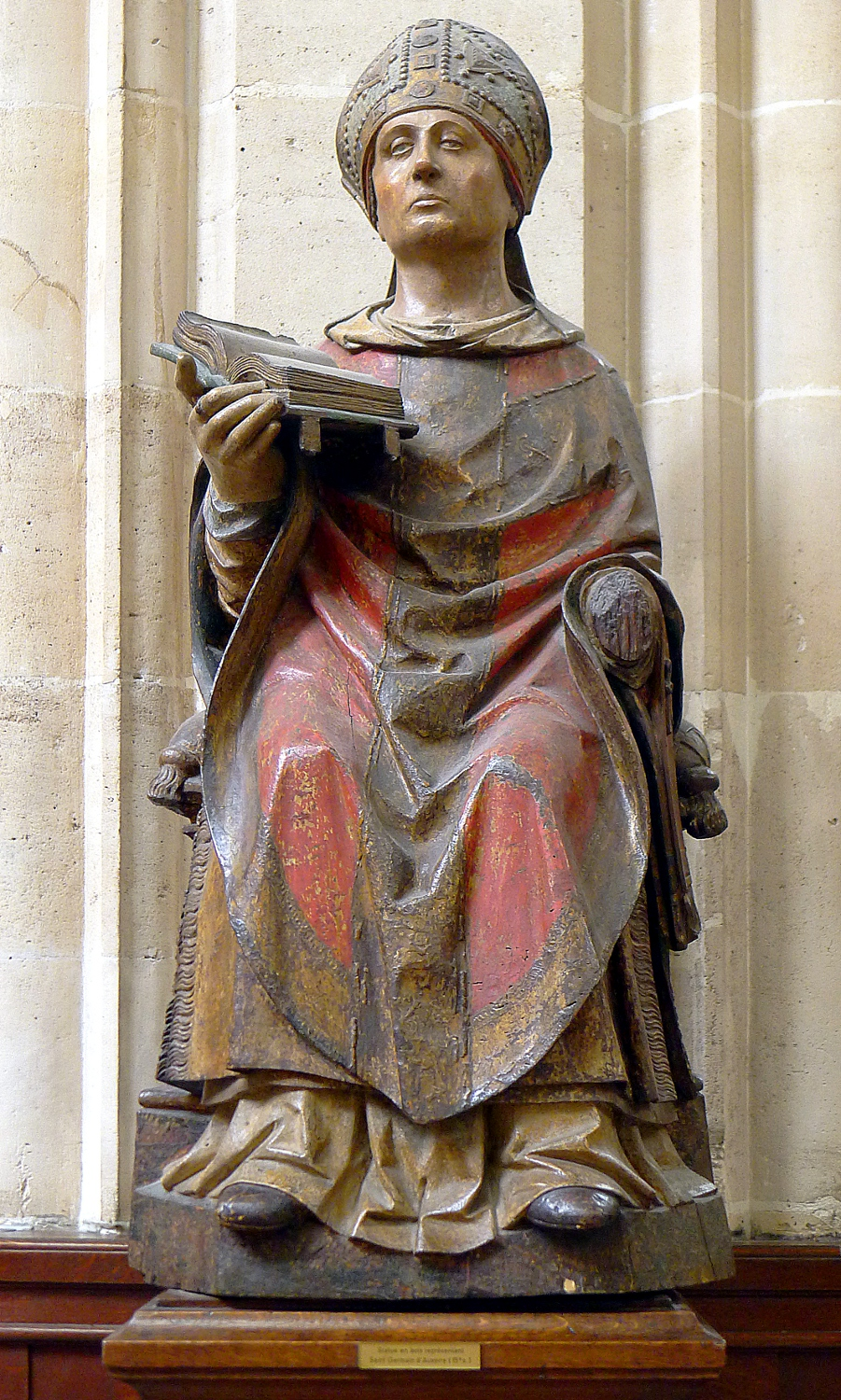
Holzstatue des hl. Germanus in der Kirche St-Germain-l’Auxerrois in Paris

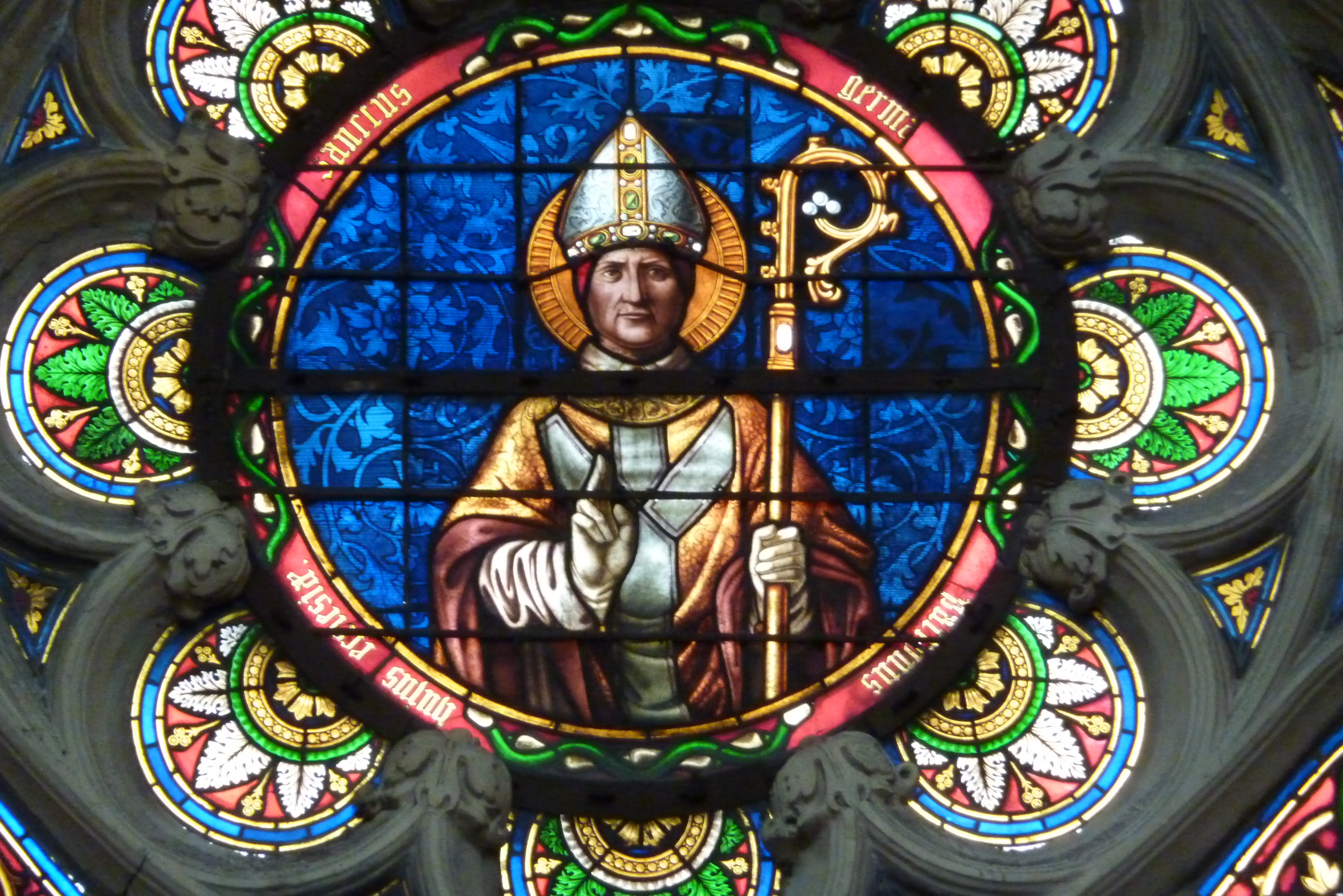
Hl. Germanus auf einem Bleiglasfenster in der Kirche St-Germain-l’Auxerrois

Germanus von Auxerre (französisch Germain d'Auxerre, * um 378 in Auxerre; † 31. Juli 448 (oder schon 437) in Ravenna) war ein spätantiker Bischof. Der Gedenktag des heiligen Germanus bei den Katholiken ist der 31. Juli, sein Todestag, bei den orthodoxen Christen der 23. April.

## Leben
Germanus entstammte einer vornehmen gallorömischen Familie aus Burgund. Nach dem Studium der Rechtswissenschaften in Rom wurde er Anwalt (advocatus) des Präfekten seiner Heimatstadt Auxerre und möglicherweise danach auch Oberbefehlshaber (dux) der römischen Truppen seiner Provinz. Später zog er sich aus dem politischen Leben zurück, begann ein monastisch-asketisches Leben, wurde Priester und im Jahr 418 Bischof von Auxerre. Er war der Lehrer des heiligen Patrick, des späteren Schutzpatrons von Irland, und wirkte bei einem Besuch auf den britischen Inseln (429) gegen den Pelagianismus. Möglicherweise war er aufgrund seiner militärischen Erfahrung auch an kriegerischen Operationen auf der Insel beteiligt. Gemeinsam mit seiner Ehefrau Eustochia förderte er das Mönchtum in Gallien.
Germanus starb in Ravenna, während einer Petitionsreise zum kaiserlichen Hof, um Nachsicht für die Bewohner von Aremorica (entspricht in etwa der heutigen Bretagne) zu erlangen. Der einflussreiche römische Heermeister (Magister militum) Aëtius hatte eine alanische Strafexpedition gegen die dortigen Bagauden entsandt, die sich unter Führung eines gewissen Tibatto erhoben hatten.

## Verehrung

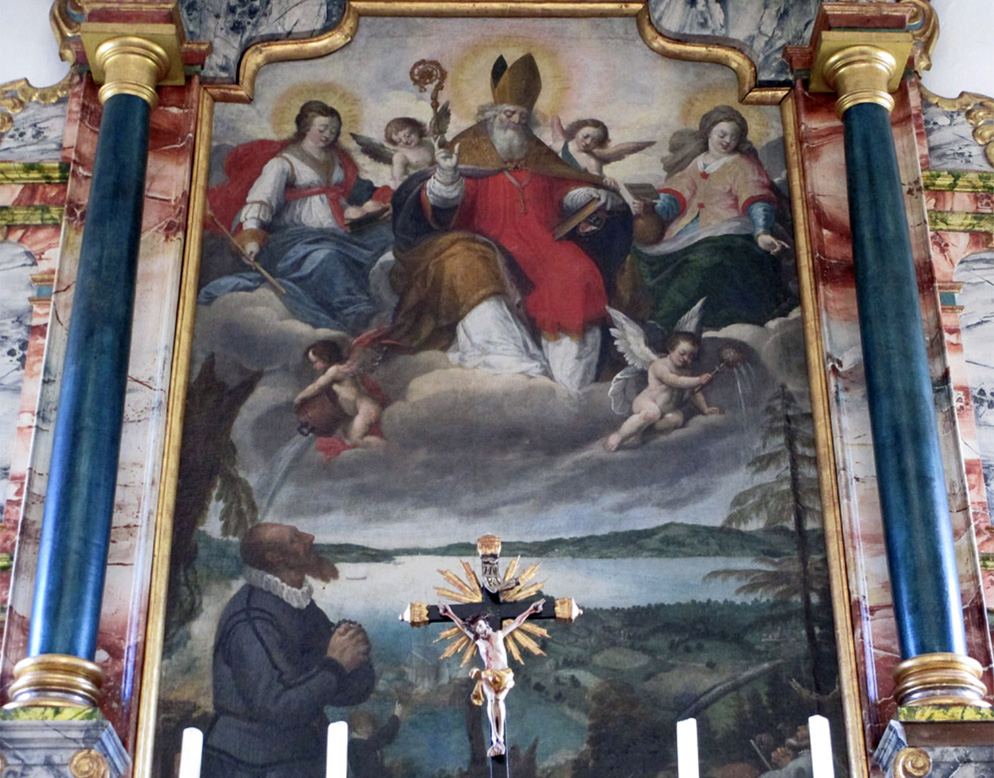
Der heilige Geman auf dem Altarblatt der Kapelle St. German in Buonas, Kanton Zug

- Nach dem hl. Germanus von Auxerre (Saint Germain) sind über 100 Orte in Frankreich benannt. Darüber hinaus tragen zahlreiche Kirchen in Frankreich und anderen Ländern Europas seinen Namen; eine der bekanntesten ist Saint Germain l’Auxerrois in Paris.
- Germanus von Auxerre ist Schutzpatron gegen mehrere Krankheiten (darunter Durchfall, Leibschmerzen, Tollwut und Irrsinn) sowie gegen Meineid.
- Im Jahr 2017 nahm die Russisch-Orthodoxe Kirche Germanus von Auxerre in ihren Heiligenkalender auf.[2]

## Darstellung
Mittelalterliche Darstellungen des hl. Germanus von Auxerre sind äußerst selten. Verbreiteter sind neuzeitliche Darstellungen als Bischof; zu seinen Attributen zählen dann die Mitra, der Krummstab und manchmal ein Drache. Da er ein leidenschaftlicher Jäger gewesen sein soll, wird er in seltenen Fällen in Jagdkleidung dargestellt; zu seinen Füßen liegt dann erlegtes Wild. 